# برچیتز گرین
برچیتز گرین (به انگلیسی: Burchetts Green) یک روستا در بریتانیا است که در شهر سلطنتی ویندسور و میدنهد واقع شده‌است.